# Ostrysz (507 m)
Ostrysz (507 m) – środkowy szczyt w Paśmie Glichowca (zwanym też pasmem Trupielca lub pasmem Ostrysza). Według podziału regionalnego Polski autorstwa Jerzego Kondrackiego pasmo to należy do Pogórza Wiśnickiego. Wznosi się nad miejscowościami Zasań i Kornatka. Spływające z niego potoki uchodzą do Zasanki (dopływ Trzemeśnianki) lub Olszanicy (dopływ Krzyworzeki).
Nazwa szczytu pochodzi od ostrego wierzchołka. Ostrysz jest całkowicie zalesiony. Jego grzbietem prowadzi niebieski szlak turystyczny. Po jego południowej stronie, na wierzchołku Ostrysza znajduje się wczesnosłowiański (VII-IX wiek) kurhan ciałopalny o szerokości 3,5 m i wysokości 0,4 m. Na przełęczy pomiędzy Ostryszem a Glichowcem niebieski szlak krzyżuje się ze szlakiem żółtym.

## Szlak turystyczny
niebieski: Myślenice – Zarabie – Grodzisko – Krowia Góra – Trupielec – Ostrysz – Glichowiec – Poznachowice Górne. Czas przejścia 2.50 h, 2.30 h
 żółty: Kornatka – przełęcz między Glichowcem i Ostryszem – Zasańska Przełęcz – Kamiennik Południowy – Przełęcz Sucha
- Czas przejścia z Kornatki na przełęcz pod Glichowcem: 1.45, ↓ 1.35
- Czas przejścia z przełęczy pod Glichowcem na Przełęcz Suchą: 2.20 h, ↓ 1.35 h